# Victoria Kaminskaya
Victoria Kaminskaya, född 7 oktober 1995, är en portugisisk simmare.
Kaminskaya tävlade för Portugal vid olympiska sommarspelen 2016 i Rio de Janeiro, där hon blev utslagen i försöksheatet på 200 och 400 meter medley.